# Примірний
Примі́рний (рос. Примерный, ерз. Примерной) — селище у складі Кочкуровського району Мордовії, Росія. Входить до складу Семілейського сільського поселення.

## Населення
Населення — 113 осіб (2010; 124 у 2002).
Національний склад (станом на 2002 рік):
- ерзяни — 68 %
- росіяни — 27 %